# Potschappel
Potschappel ist einer der 15 Stadtteile der sächsischen Großen Kreisstadt Freital im Landkreis Sächsische Schweiz-Osterzgebirge. Er gehört seit ihrer Gründung 1921 zur Stadt und zählt neben Deuben und Döhlen zum Zentrum Freitals.

## Name
Der Ortsname geht zurück auf die Erstbesiedlung durch Elbslawen im frühen Mittelalter. Die Grundform Počapli leitet sich vom urslawischen Wort počapno͂ti ab, das sinngemäß mit “etwas hingehockt, leicht hingekauert” bedeutet und somit auf die Lage vor dem Kerbtal Plauenscher Grund verweist. Verwandte Ortsnamen finden sich vor allem in Tschechien (vgl. Potschapl, Počaply).

## Geographie
Der Ort entstand etwa dort, wo sich das Döhlener Becken im Norden zum Plauenschen Grund verengt. Der Plauensche Grund ist ein Kerbtal der (vereinigten) Weißeritz, die in Hainsberg aus dem Zusammenfluss von Roter und Wilder Weißeritz entsteht und bei Cotta in die Elbe mündet. Die Weißeritz durchfließt den Stadtteil auf einer Länge von rund anderthalb Kilometern und hat dort als linken Nebenfluss die Wiederitz, die bei Kesselsdorf entspringt und die nördlichen Freitaler Stadtteile bis nach Potschappel durchfließt. Der Ort ist rund sieben Kilometer südwestlich vom Stadtzentrum Dresdens gelegen und grenzt direkt an Stadtteile der Landeshauptstadt.
Potschappel liegt im Nordosten des Freitaler Stadtgebietes und erstreckt sich hauptsächlich von Nordwesten nach Südosten über eine Fläche von etwa 2,3 Quadratkilometern. Das nordwestliche Ende des Stadtteils wird in etwa durch die Mündung des Hammerbachs in die Wiederitz markiert. Die Gemarkungsgrenze verläuft anschließend entlang der Wiederitz hinunter ins Döhlener Becken, die nördliche Begrenzung bilden Burgwartsberg und der Hang hinauf nach Pesterwitz. Im Südosten bildet der Osterberg den Abschluss des Stadtteils.
Im Norden grenzt Potschappel an (Ober-)Pesterwitz. Nordöstlich schließen sich die Dresdner Stadtteile Roßthal, Dölzschen und Coschütz an. Wieder in Freital ist Birkigt im Osten benachbart, im Südosten schließt sich Burgk an Potschappel an. Weitere Nachbarstadtteile sind Döhlen und Zauckerode, die westlich an Potschappel angrenzen.
Der Stadtteil Potschappel setzt sich aus der Gemarkung Potschappel (2,01 km²) und der Gemarkung Niederpesterwitz (0,25 km²) zusammen. Niederpesterwitz befindet sich im Nordosten des Stadtteils zwischen Burgwartsberg, Jochhöh und dem Sauberg. Der Ortskern Potschappels erstreckt sich beidseitig entlang der Weißeritz, hier befanden sich früher das Rittergut und einige Wassermühlen sowie das Freitaler Rathaus, der Bahnhof und repräsentative Wohn- und Geschäftsbauten.
Weiter rechts der Weißeritz liegen zwei Siedlungen auf Potschappler Gebiet, die keine eigenen Gemarkungen ausbilden, aber durch ihre Entstehungsgeschichte vom Kernteil Potschappels abzugrenzen sind. Die Arbeitersiedlung Neucoschütz befindet sich an der Verbindungsstrecke Potschappel–Coschütz, der Coschützer Straße. Das Dorf Leisnitz ist um einiges älter und erstreckt sich entlang der gleichnamigen Straße von Potschappel nach Zschiedge.

## Geschichte

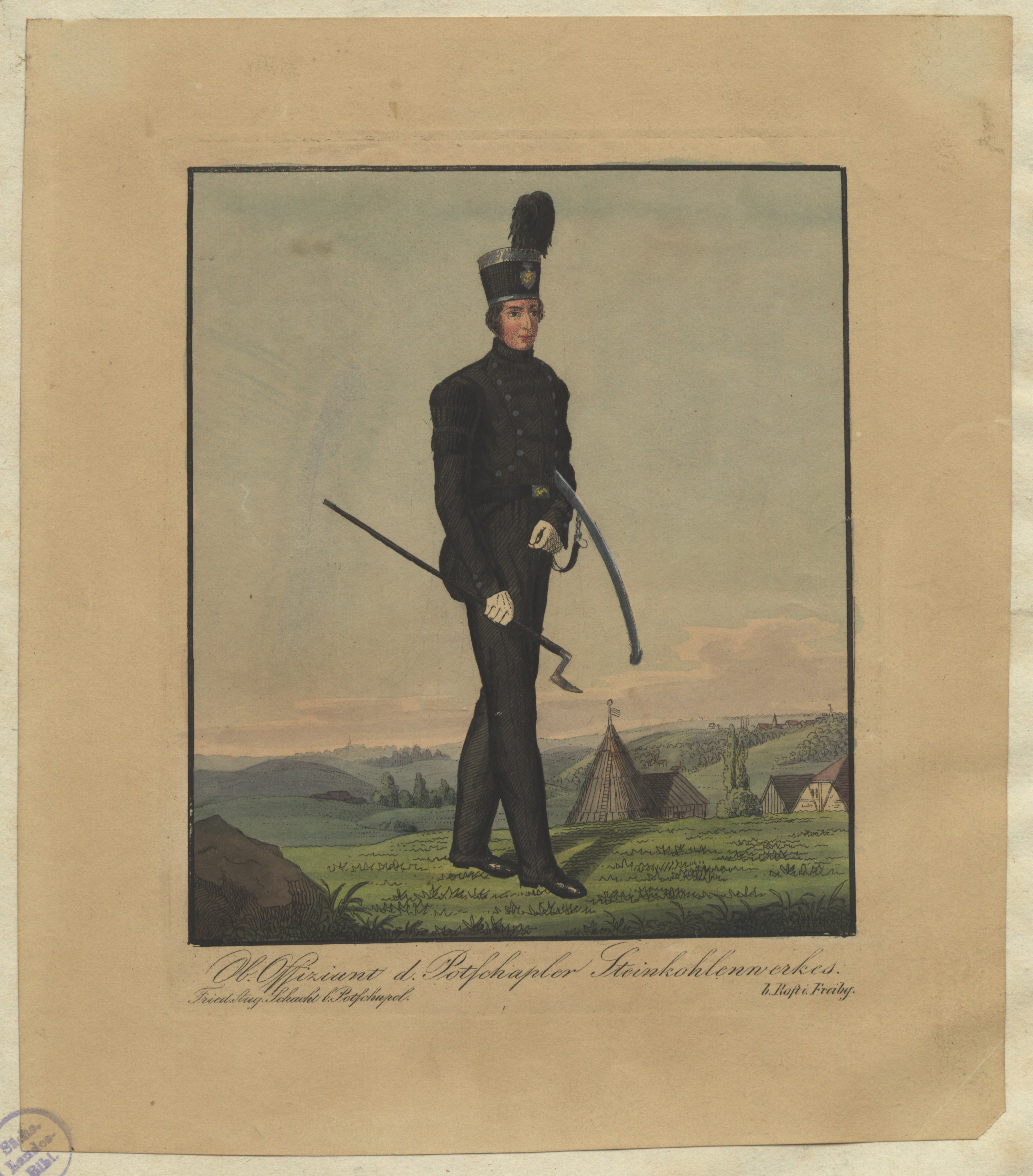
Beamter des Friedrich-August-Schachtes um 1830

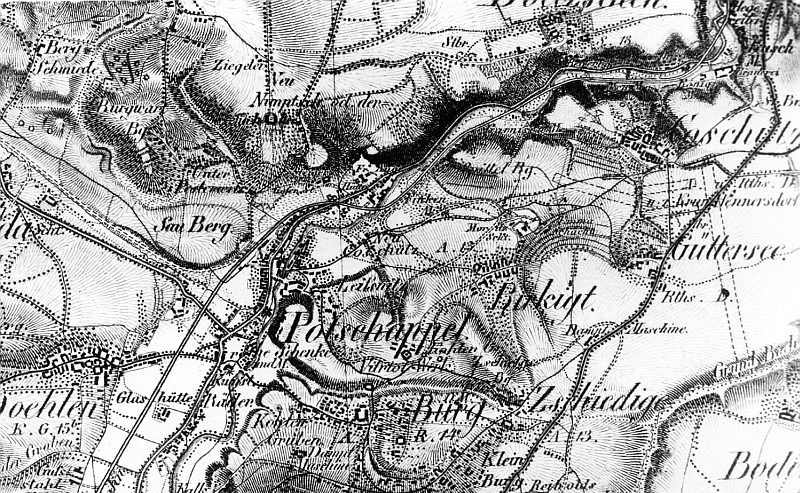
Karte von 1821 mit Potschappel in der Bildmitte

Poschapel lag im Gau Nisan. Die dörflichen Gründungen in diesem Bereich des Gaues setzten während der deutschen Ostsiedlung in der zweiten Hälfte des 12. Jahrhunderts ein, als Nisan bereits königliches Tafelgut war. 
Im Jahr 1206 wurde Potschappel gemeinsam mit Dresden und Wurgwitz erstmals urkundlich erwähnt. In der Urkunde kam der Name „Tidericus de Potshapel“ vor. Zu der Zeit war Potschappel ein Zeilendorf mit Gutsblöcken und Parzellen.
Potschappel gehörte bis 1547 zum Castrum Dresden, danach zum Amt Dresden. Die Grundherrschaft lag beim ortsansässigen Rittergut. Potschappel war 1555 nach Pesterwitz eingepfarrt, ab 1877 hatte der Ort eine eigene Kirche.
Das Dorf Leisnitz wurde 1838 in die Landgemeinde Potschappel integriert, die durch die sächsische Landgemeindeordnung von 1838 zum 1. Mai 1839 ihre Selbständigkeit erhielt. Seit 1856 gehörte der Ort zum Gerichtsamt Döhlen, ab 1875 zur Amtshauptmannschaft Dresden. 1896 wurde Neucoschütz eingemeindet, 1915 Niederpesterwitz. Durch die Vorkommen von Steinkohle konnten Industriebauten entstehen. Wie viele andere Gemeinden im Döhlener Becken entwickelte sich Potschappel zu einem Industriedorf. Nachdem es bereits im Vorfeld Überlegungen über einen Zusammenschluss dieser einwohnerstarken Orte zu einer Stadt gab, vereinigten sich am 1. Oktober 1921 zunächst die drei größten Gemeinden, Deuben, Döhlen und Potschappel, zur Stadt Freital. Im ehemaligen Rathaus Potschappel sind nun Teile der Stadtverwaltung beheimatet.
Nach dem Zweiten Weltkrieg wurde die junge Stadt Teil der Sowjetischen Besatzungszone und später der DDR. Mit der Kreisreform 1952 wurde der Kreis Freital mit Freital als Kreisstadt gebildet. In den 1960er Jahren wurde an der Weißeritz eine Häusersiedlung in Plattenbauweise errichtet. Nach der Wende und der Wiedervereinigung gehörte Potschappel zum wiederbegründeten Land Sachsen. Im Jahr 1994 ging Freital im Rahmen der ersten sächsischen Kreisreform in den aus den Landkreisen Freital und Dippoldiswalde geformten Weißeritzkreis über.
Während der „Jahrhundertflut“ im August 2002 wurden in Potschappel viele Gebäude, Straßen, Brücken und auch das Schienennetz stark beschädigt. Durch daraus folgende Abrisse prägen vermehrt Grünflächen das Bild Potschappels. Mit der zweiten sächsischen Kreisreform wurde Freital und somit Potschappel Teil des Landkreises Sächsische Schweiz-Osterzgebirge. Im Herbst 2008 wurde der Platz des Handwerks als neues Stadtteilzentrum Freitals eingeweiht.

## Verkehr

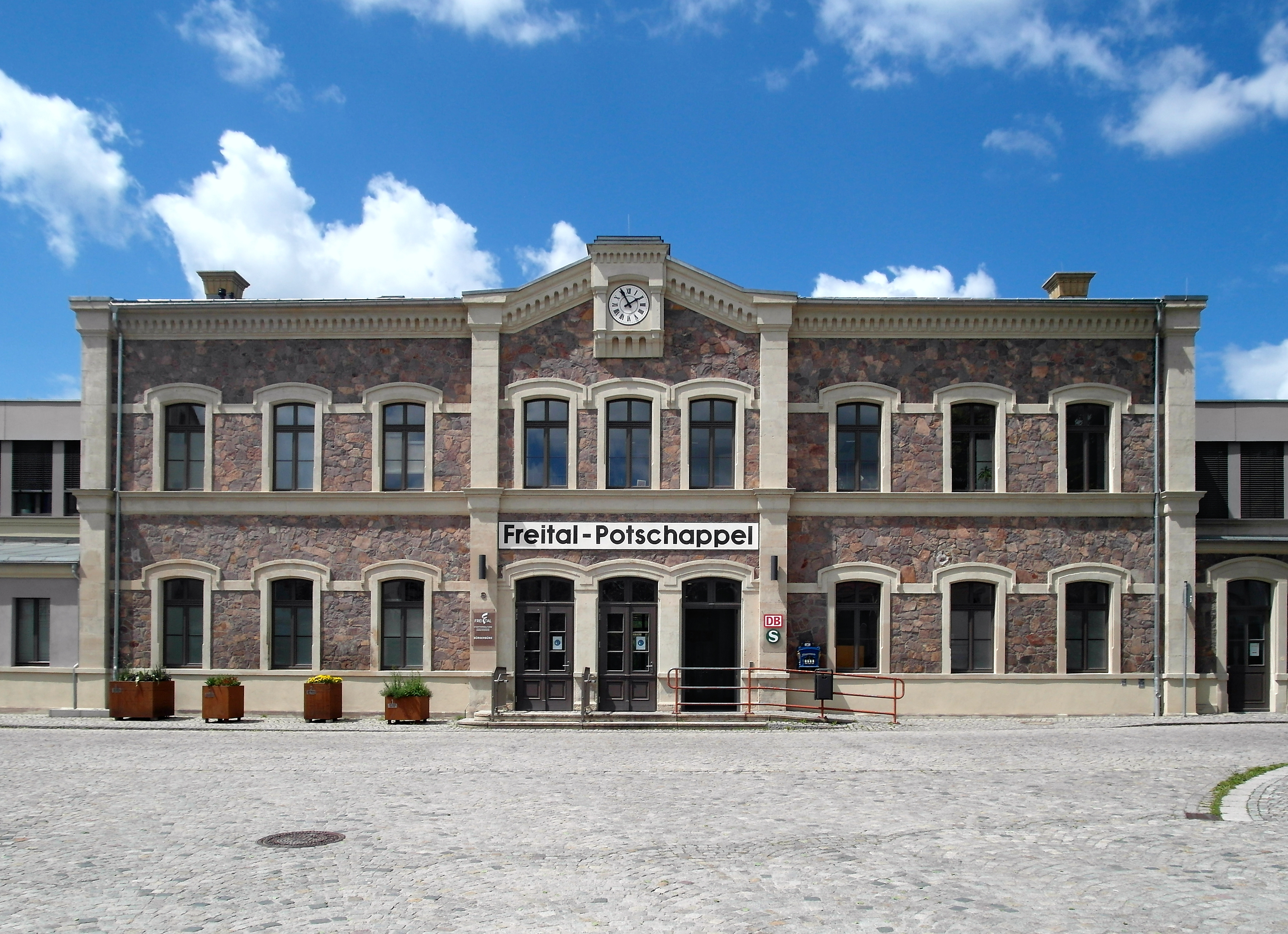
Bahnhof Freital-Potschappel

Durch Potschappel führt die Staatsstraße S 194 von Dresden nach Tharandt. Am Platz des Handwerks befindet sich der Bahnhof Freital-Potschappel, der zur sog. Albertsbahn (eröffnet 1855) von Dresden nach Tharandt gehört. Er ist über die Dresdner S-Bahn-Linie S3 und die Regional-Express-Züge an das Schienennetz der Deutschen Bahn angebunden. Potschappel ist durch die Freitaler Stadtbuslinien 160, 161 und 163 des Regionalverkehrs Sächsische Schweiz-Osterzgebirge (RVSOE) an den öffentlichen Personennahverkehr angeschlossen.
Bis 1972 war Potschappel zudem Ausgangspunkt der Schmalspurbahn Freital-Potschappel–Nossen, die sowohl Personen als auch Güter transportierte. Dadurch war der Stadtteil an das Wilsdruffer Netz angeschlossen. Die ehemaligen Bahndämme sind Wander- und Radwege geworden. Die Strecke der Windbergbahn verläuft ebenfalls durch Potschappel.
Durch eine in den 2000er Jahren parallel zur Albertsbahnstrecke errichtete Teilortsumfahrung (“Nord-West-Tangente”) vom nördlichen Ortseingang bis nach Deuben wurde das Ortszentrum Potschappels teilweise vom Durchgangsverkehr entlastet. Durch den Rückbau der Dresdner Straße auf zwei anstatt vier Fahrspuren und Baumpflanzungen soll Potschappel verkehrsmäßig weiter beruhigt werden.

## Wirtschaft
Potschappel ist seit 1872 Sitz der Sächsischen Porzellanmanufaktur Dresden.

## Kultur und Sehenswürdigkeiten

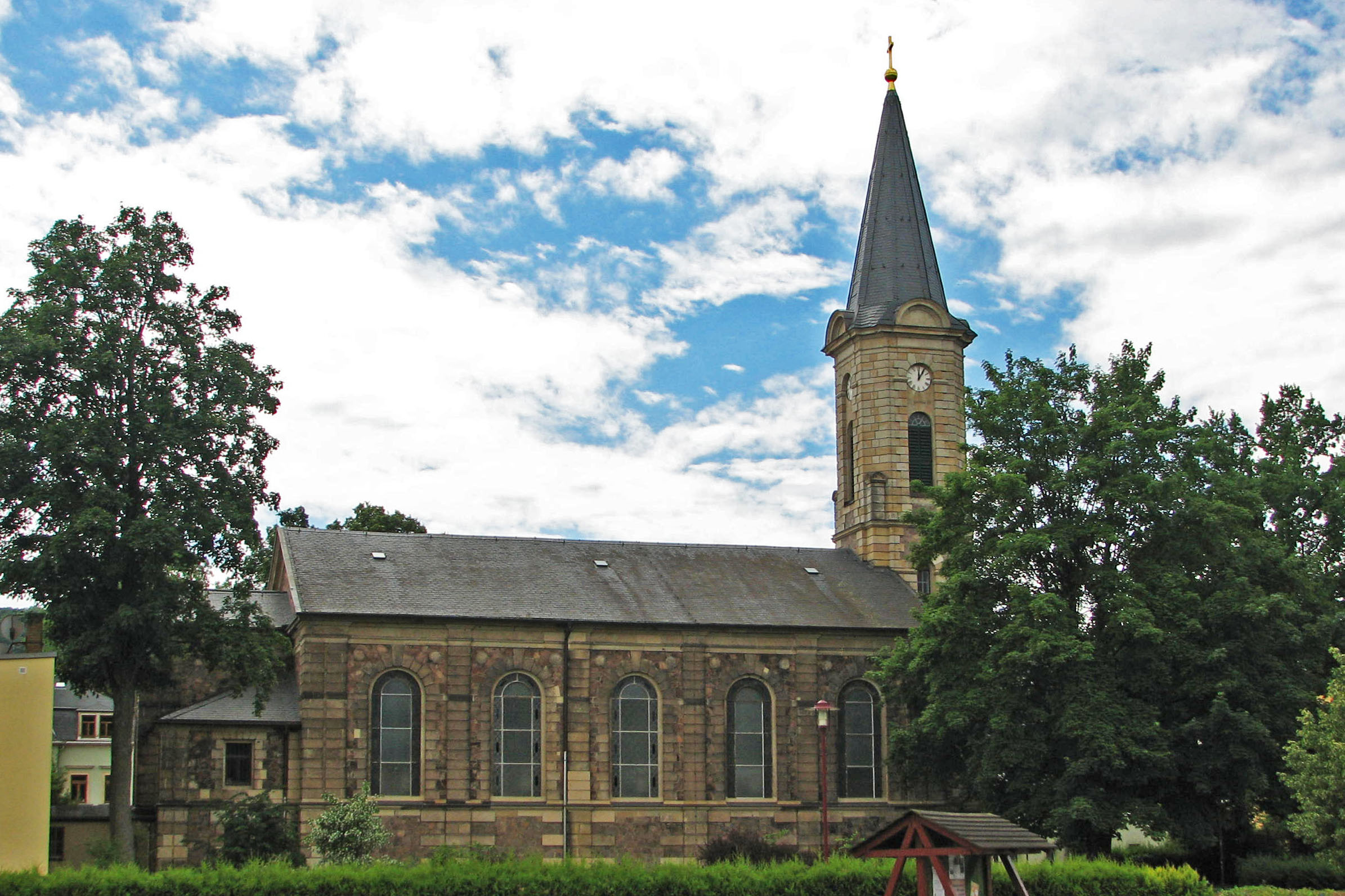
Emmauskirche

In Potschappel gibt es die Gotthold-Ephraim-Lessing-Grundschule und eine gleichnamige Oberschule. In unmittelbarer Nähe zur Schule befindet sich die Emmauskirche Potschappel. Plätze und größere Freiflächen in Potschappel sind der Marktplatz mit der „Freitaler Nase“, der Platz des Handwerks mit dem Rotkopf-Görg-Brunnen und der Platz der Jugend mit einer Gedenkstätte für gefallene sowjetische Soldaten.
Im Rathaus Potschappel befindet sich eine Gedenktafel aus dem Jahr 1963 für die Freitaler Opfer des NS-Regimes: Georg Anders, Fred Drescher, Paul Ehrlich, Willi Göschik, Kurt Heilbut, Kurt Koch, Otto Kuttler, Hermann Lindner, Erhard Liebscher, Johannes May, Otto Ryssel, Willi Schneider und Karl Unger. Von 1990 bis 2002 war die Tafel in der Abstellkammer befindlich und wurde dann im Rathaus angebracht.

## Söhne und Töchter
- Rudolph August von Lüttichau (1678–1746), kurfürstlich-sächsischer Kammer- und Bergrat sowie Amtmann von Großenhain
- Hugo Dechert (1860–1923), Violoncellist
- Oskar Böhme (1870–1938), russlanddeutscher Trompeter und Komponist
- Margarete Hahn (1898–1981), Gewerkschafterin und Politikerin (SED)
- Kurt Mittasch (1900–unbekannt), Polizeibeamter